# Biserica de lemn din Culcea

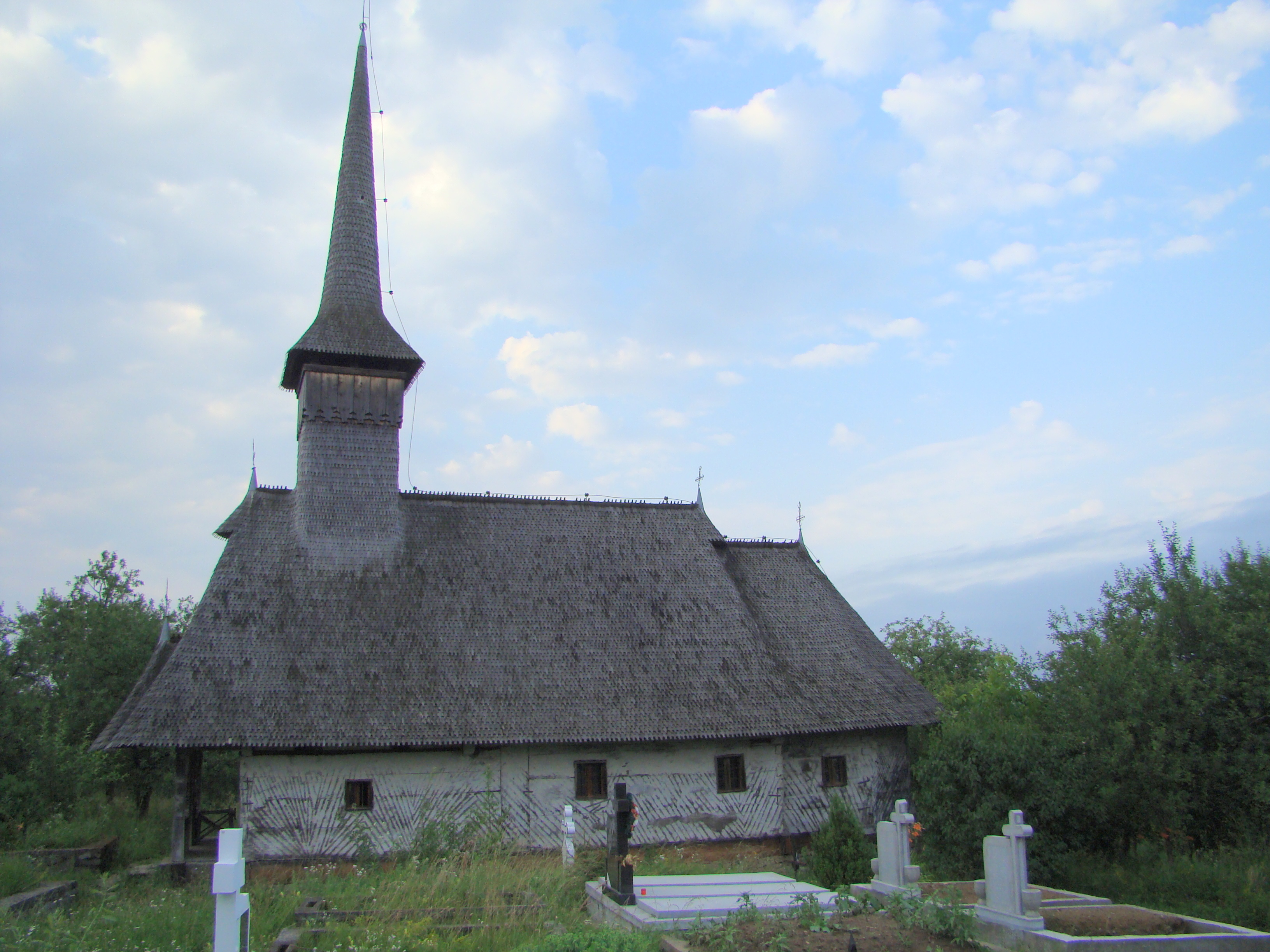
Biserica de lemn „Sfinții Arhangheli Mihail și Gavril” din Culcea, comuna Săcălășeni, județul Maramureș, foto:iunie 2009.

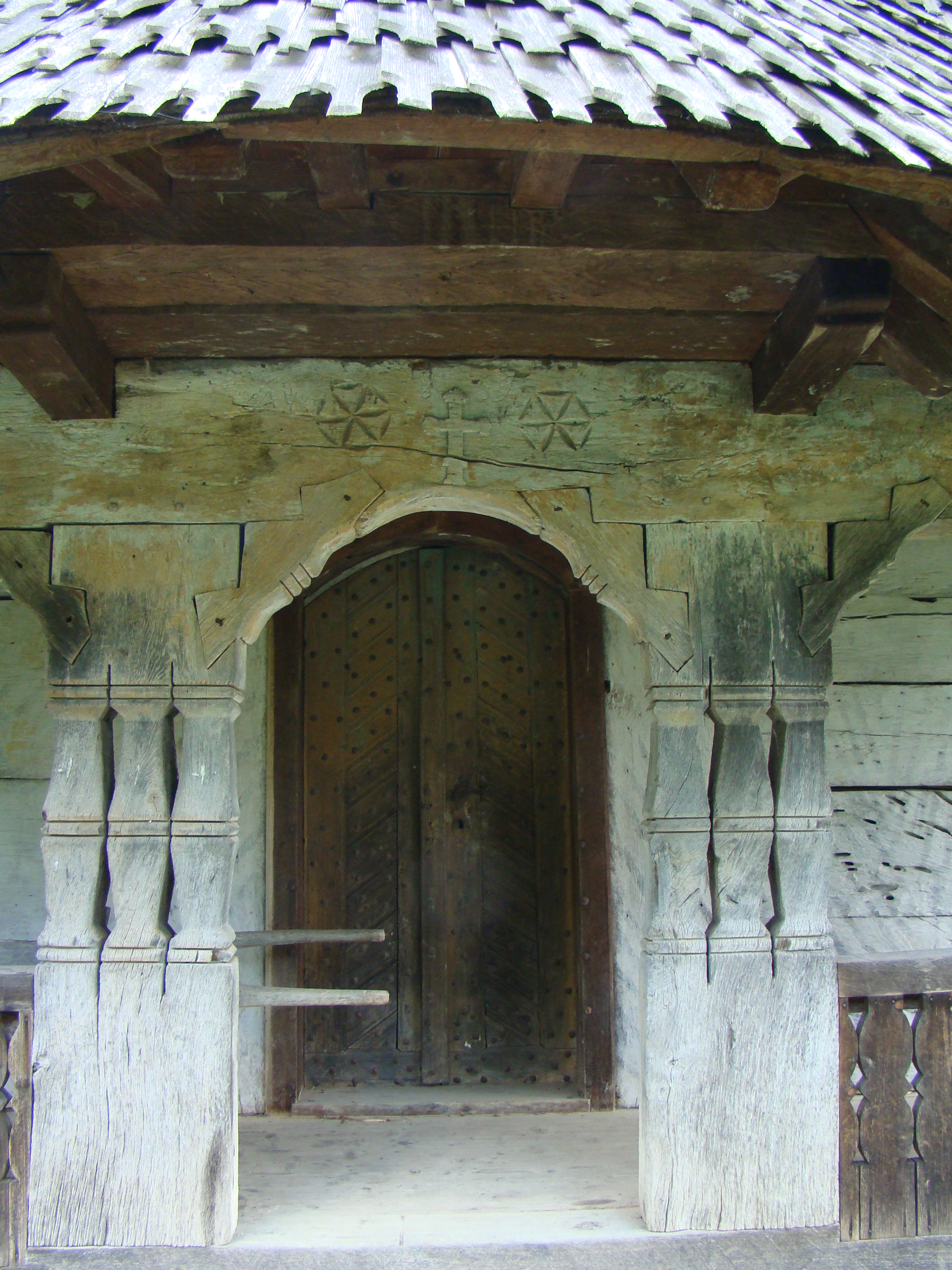

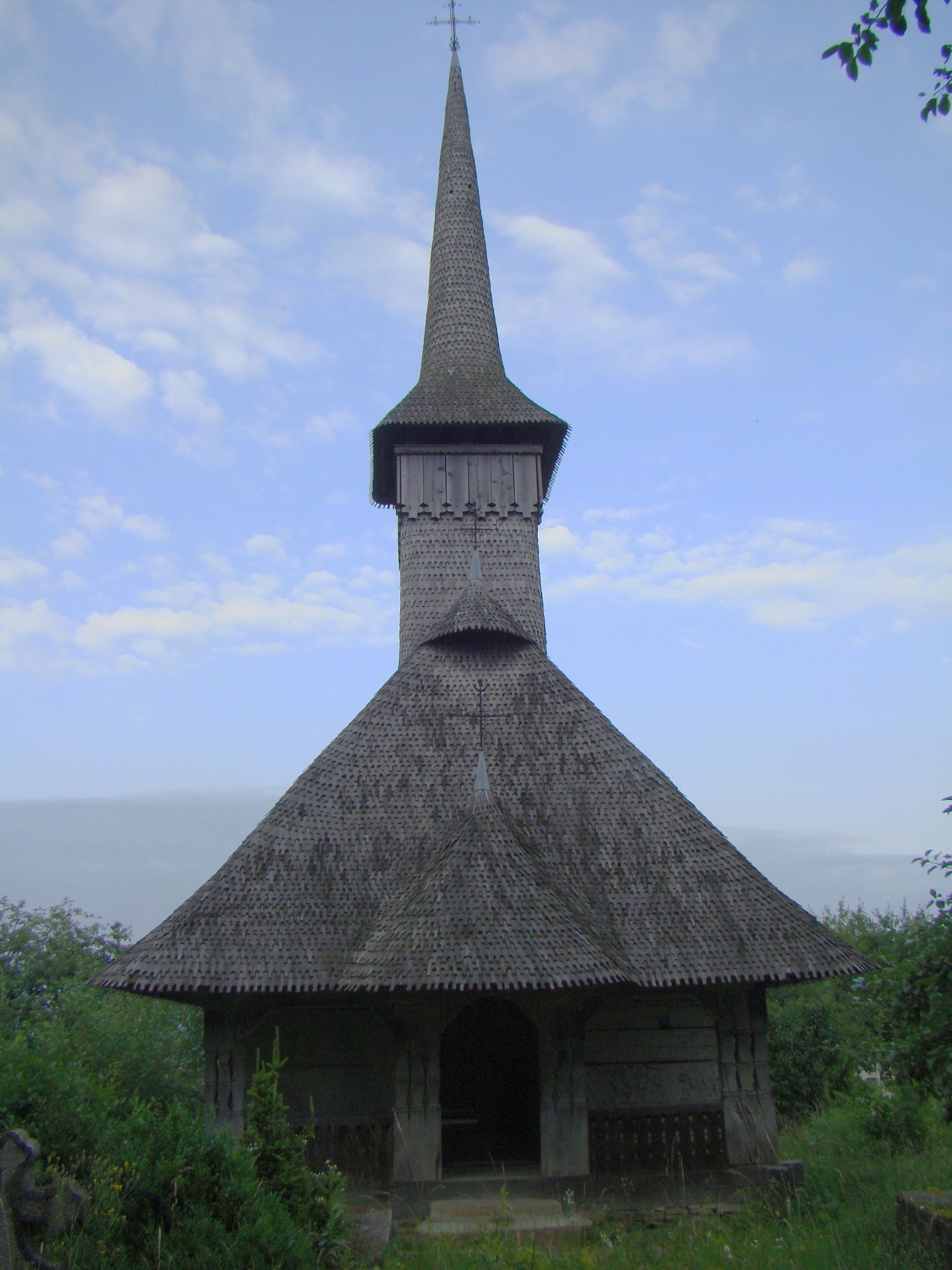
Biserica (vest)

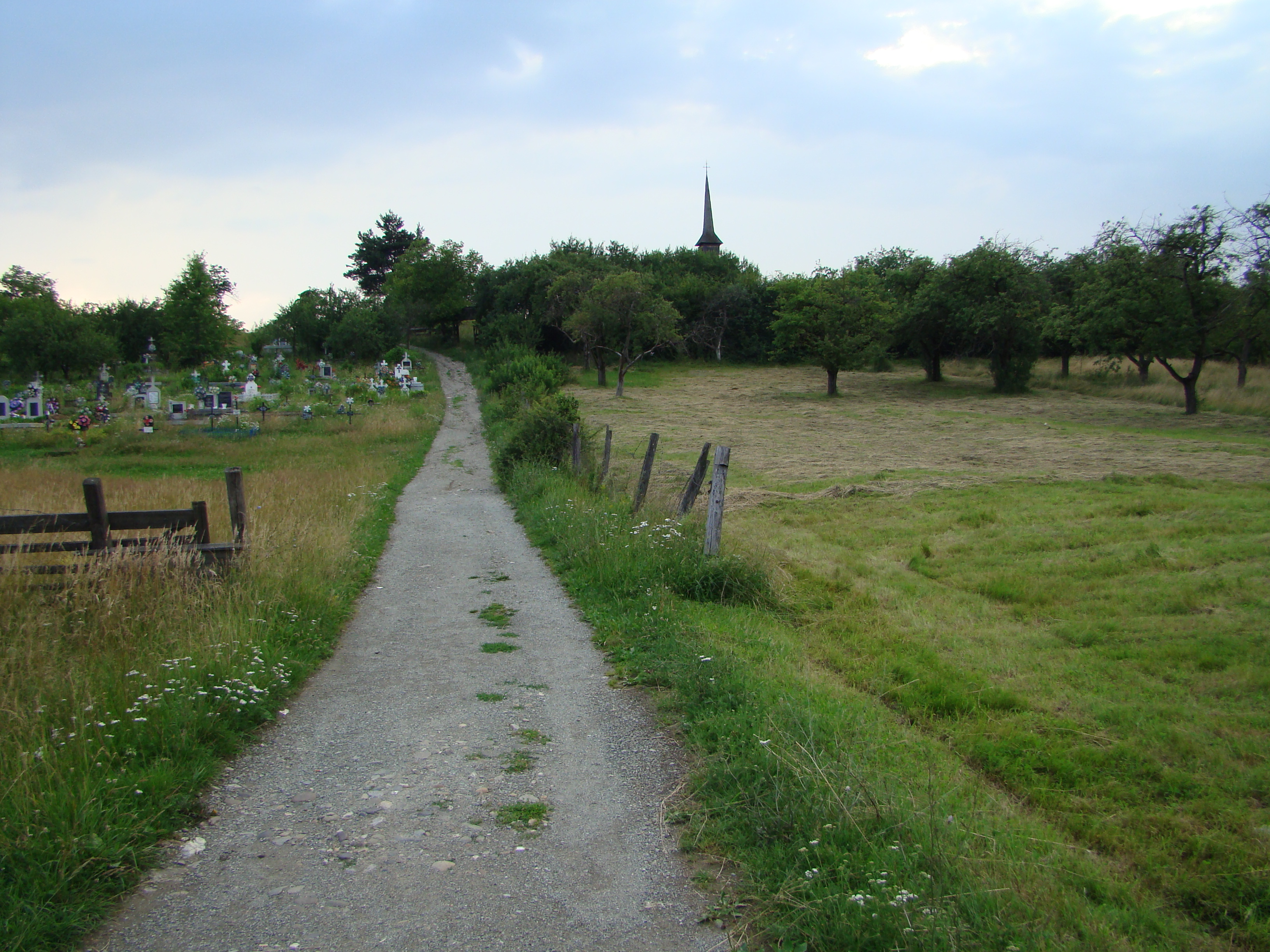
Biserica și îmrejurimile

Biserica de lemn din Culcea, comuna Săcălășeni, județul Maramureș datează din anul 1720 . Lăcașul de cult, veche biserică greco-catolică, are hramul „Sfinții Arhangheli Mihail și Gavril” și figurează pe lista monumentelor istorice, cod LMI MM-II-m-A-04561.

## Istoric și trăsături
Înălțată pe un deal, la marginea satului, biserica din Culcea se distinge prin frumusețea pridvorului său, cu stâlpi masivi și un bogat și măiestrit decor sculptat în relief. Pridvorul este situat de-a lungul peretlui vestic, unde se află și portalul de intrare, iar altarul este poligonal, mai îngust decât naosul. 
Acoperișul se compune din două unități, iar turnul este de proporții relativ reduse. În naos, deasupra ușii, stă scris cu litere latine, din vremea episcopului unit de la Gherla, Dr. Ioan Sabo: „Această Sfântă Biserică făcută în anul 1721, reparată în anul 1860 sau din nou în anul 1900 fiind rege Francis Iosif, episcop Dr.Ioan Sabou protopop Ioan Șerb preot Ioan Dosa...pictor Gyol Szieberth”. Anul zidirii monumentului apare și pe o grindă a pridvorului: „1720” cu caractere chirilice, iar mai jos cel al reparării: „1859”, cu cifre arabe.

## Imagini

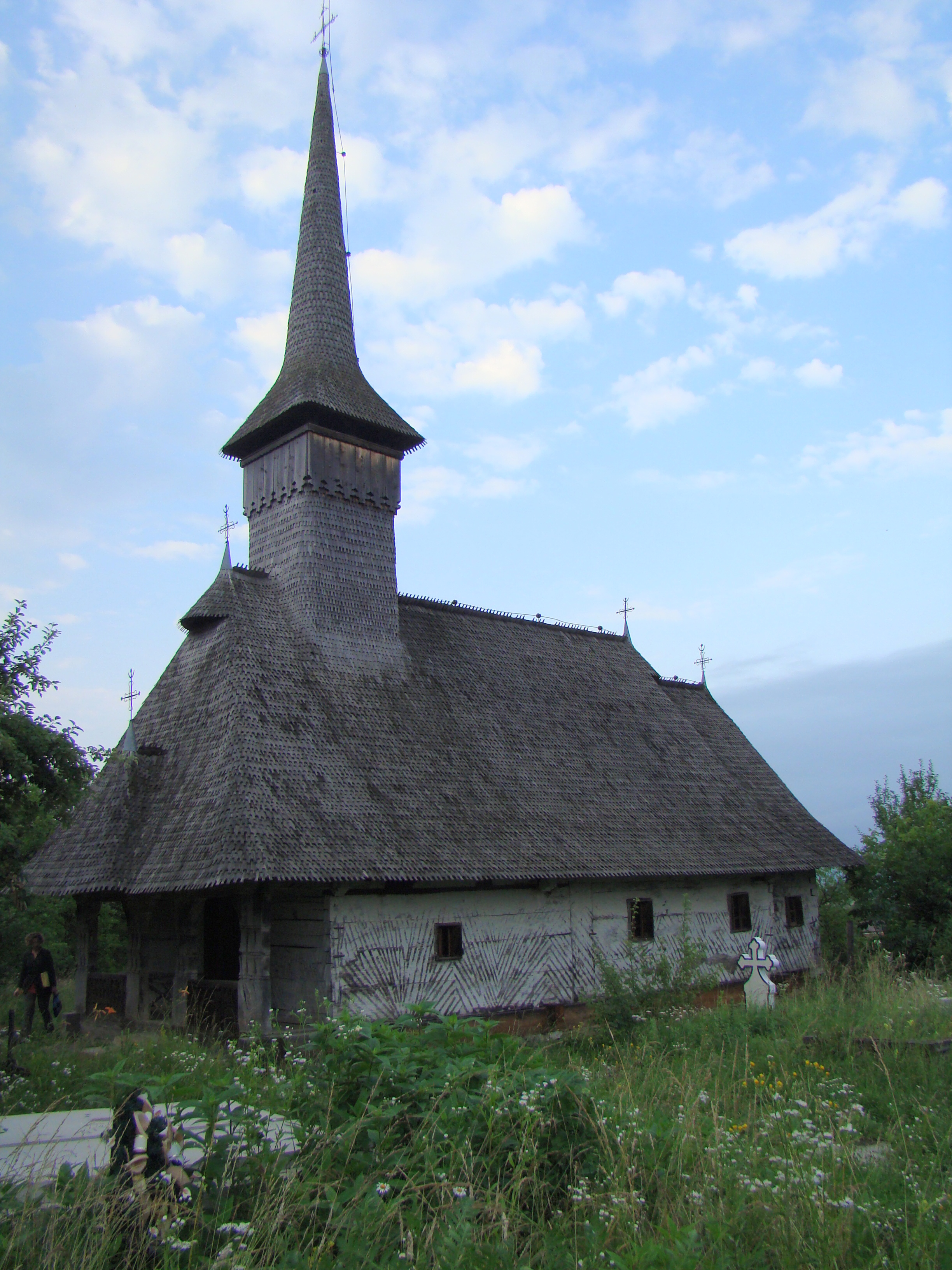
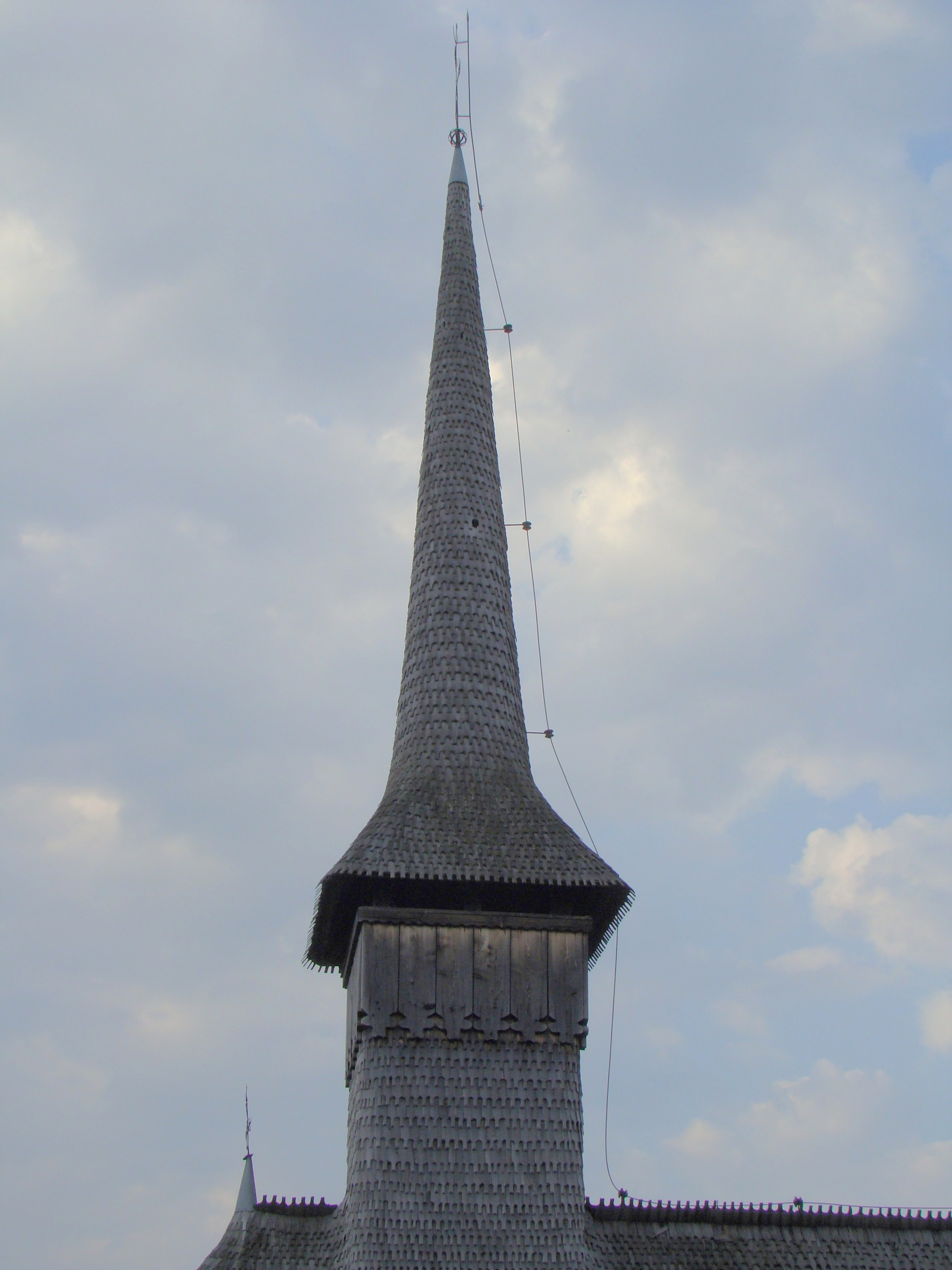
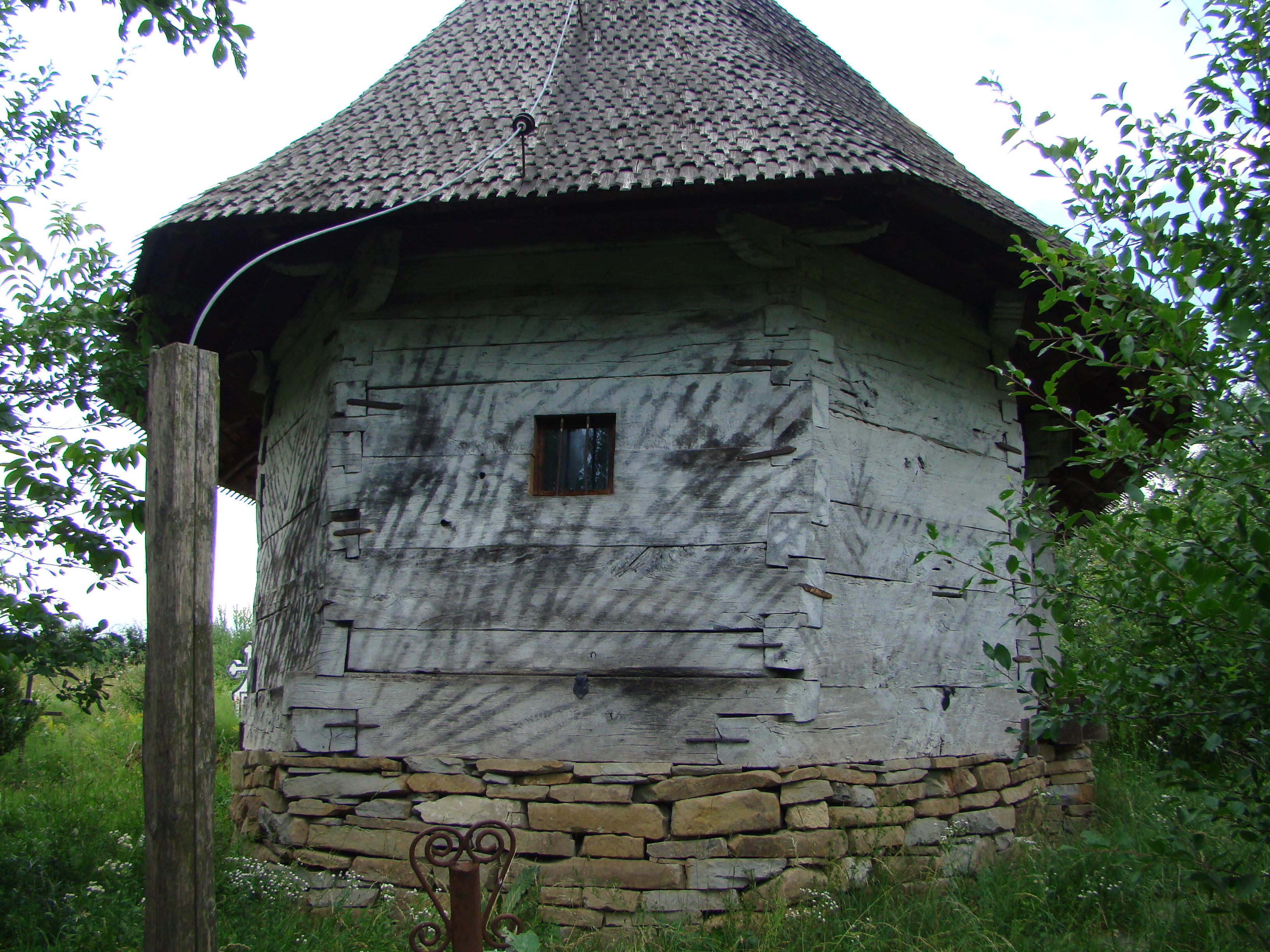
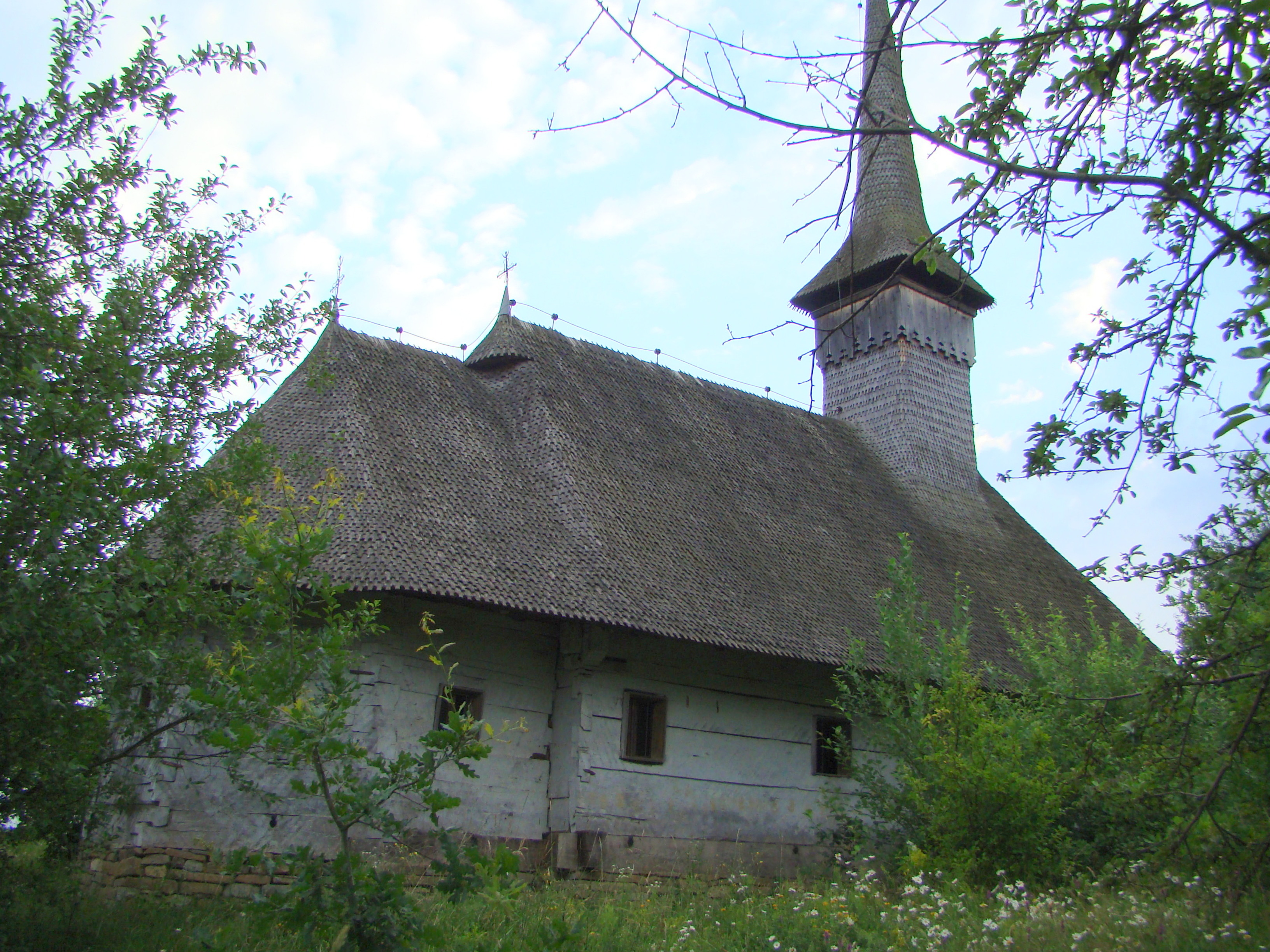
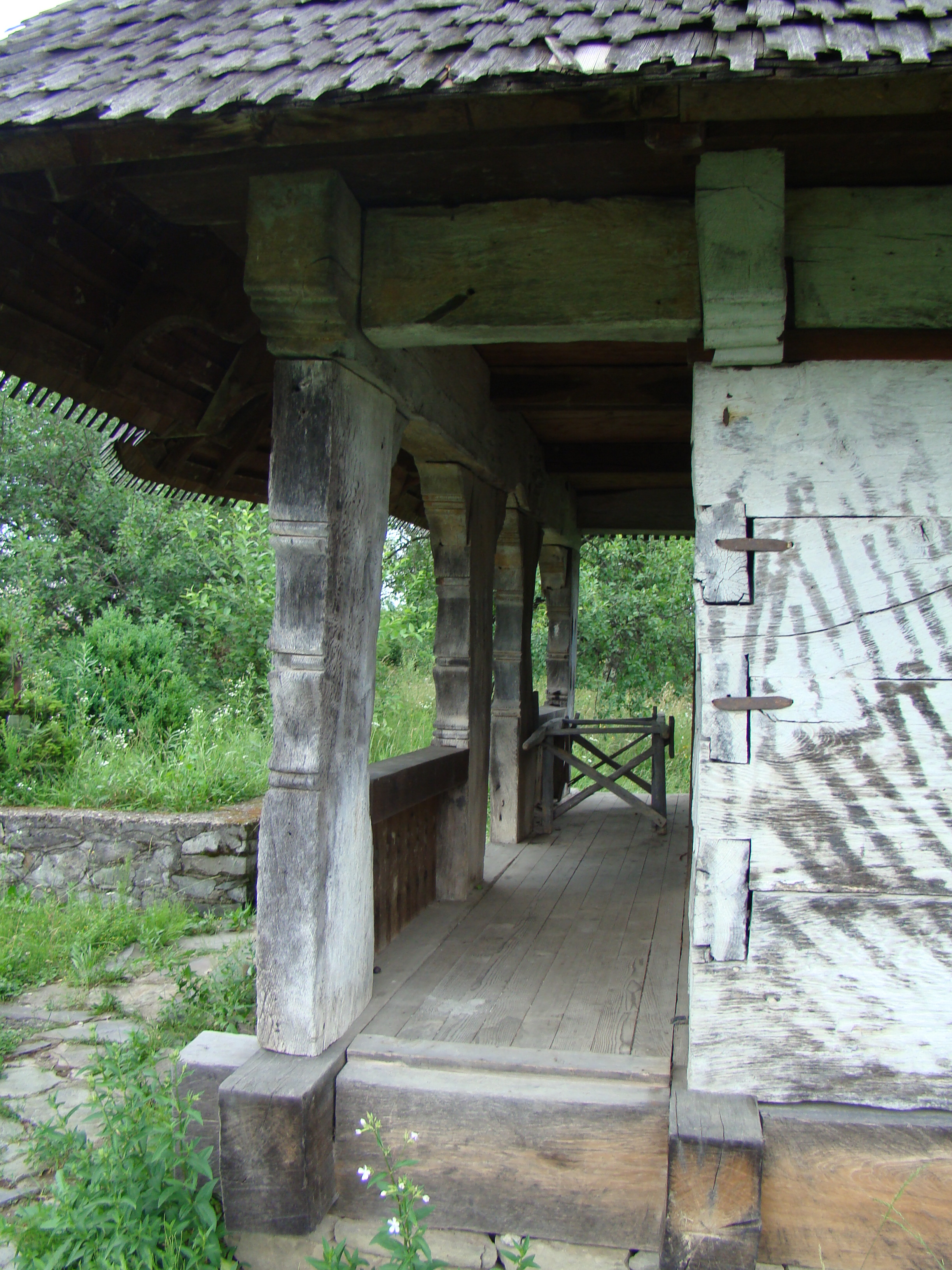
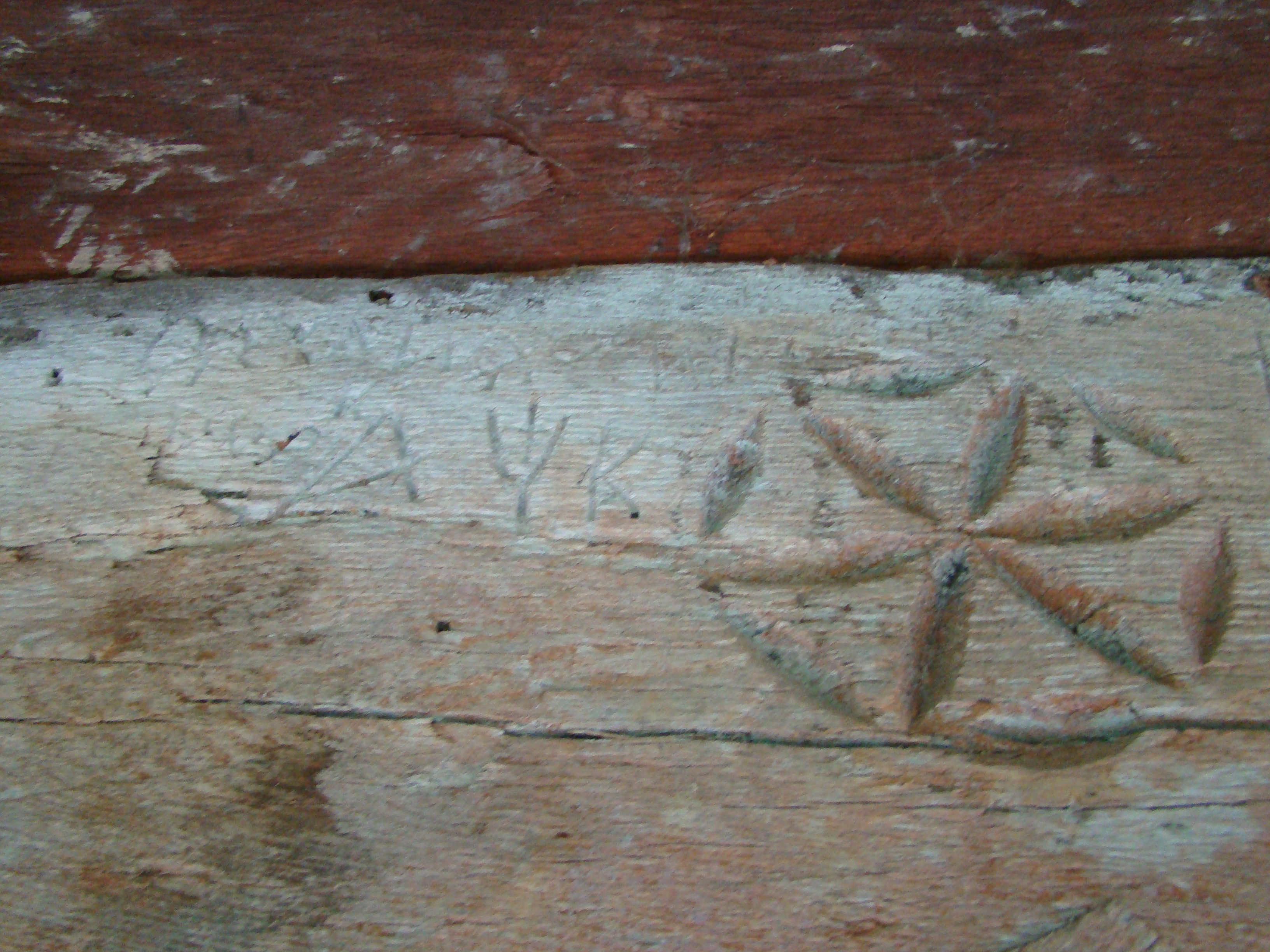
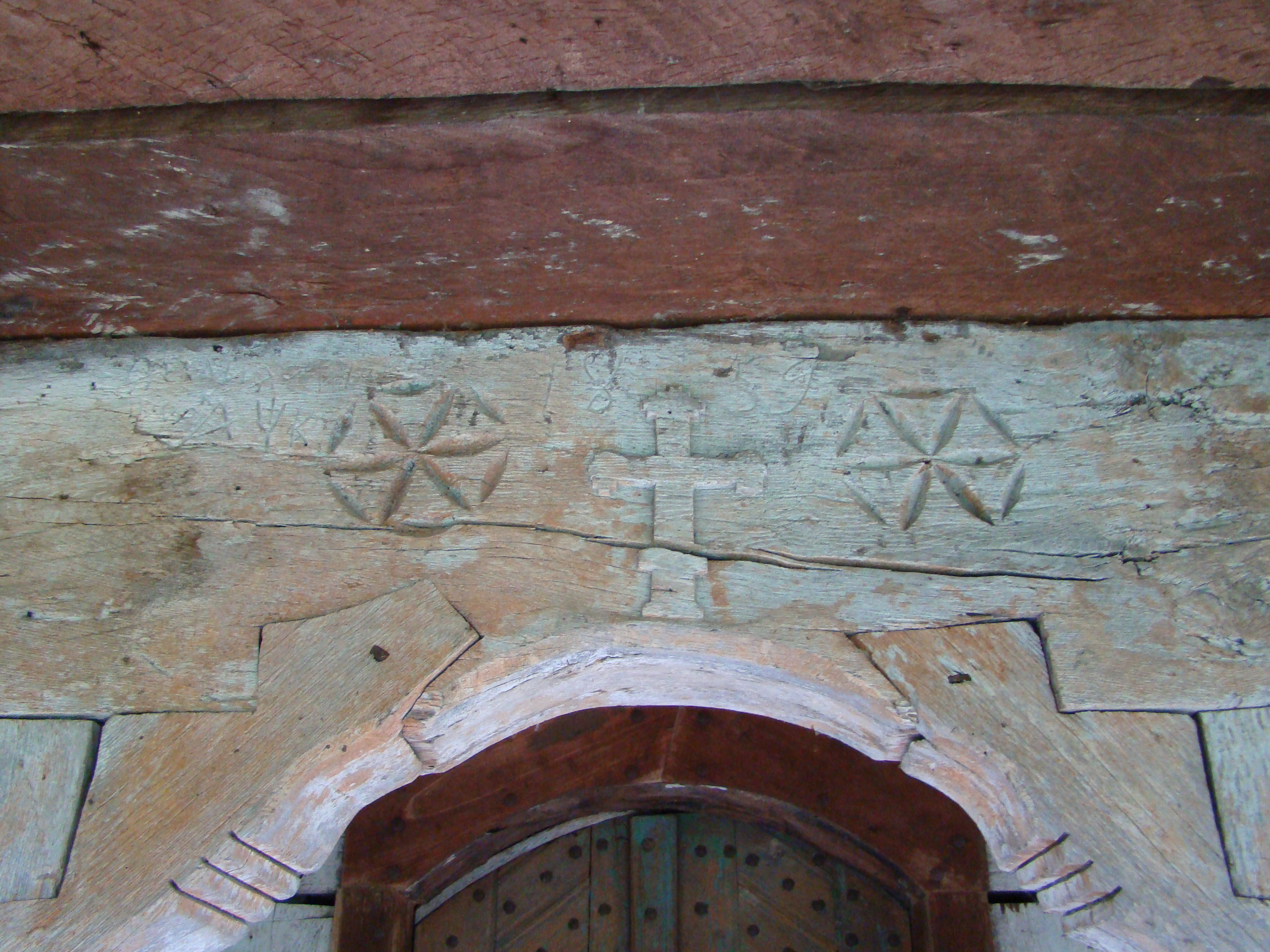
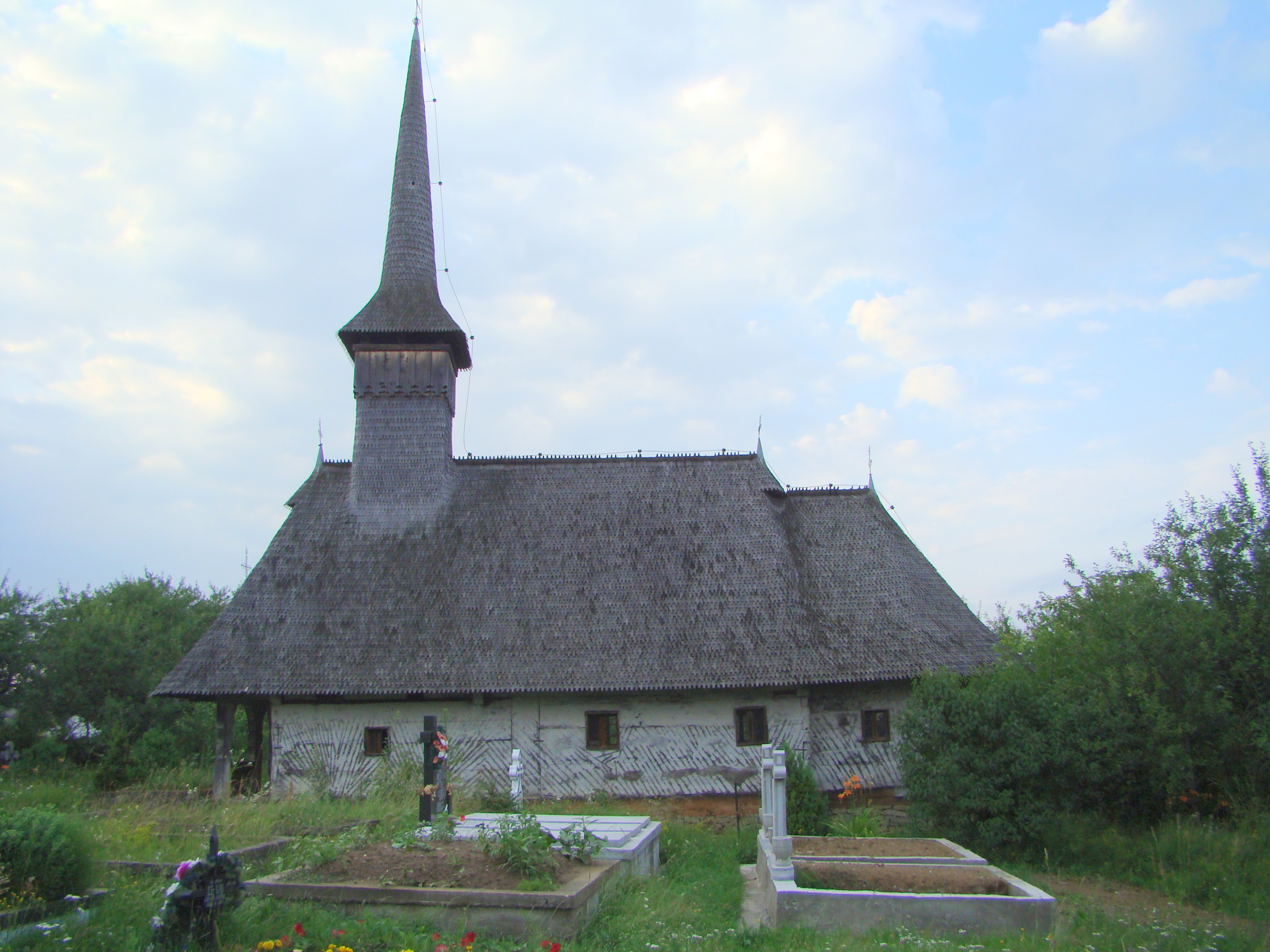
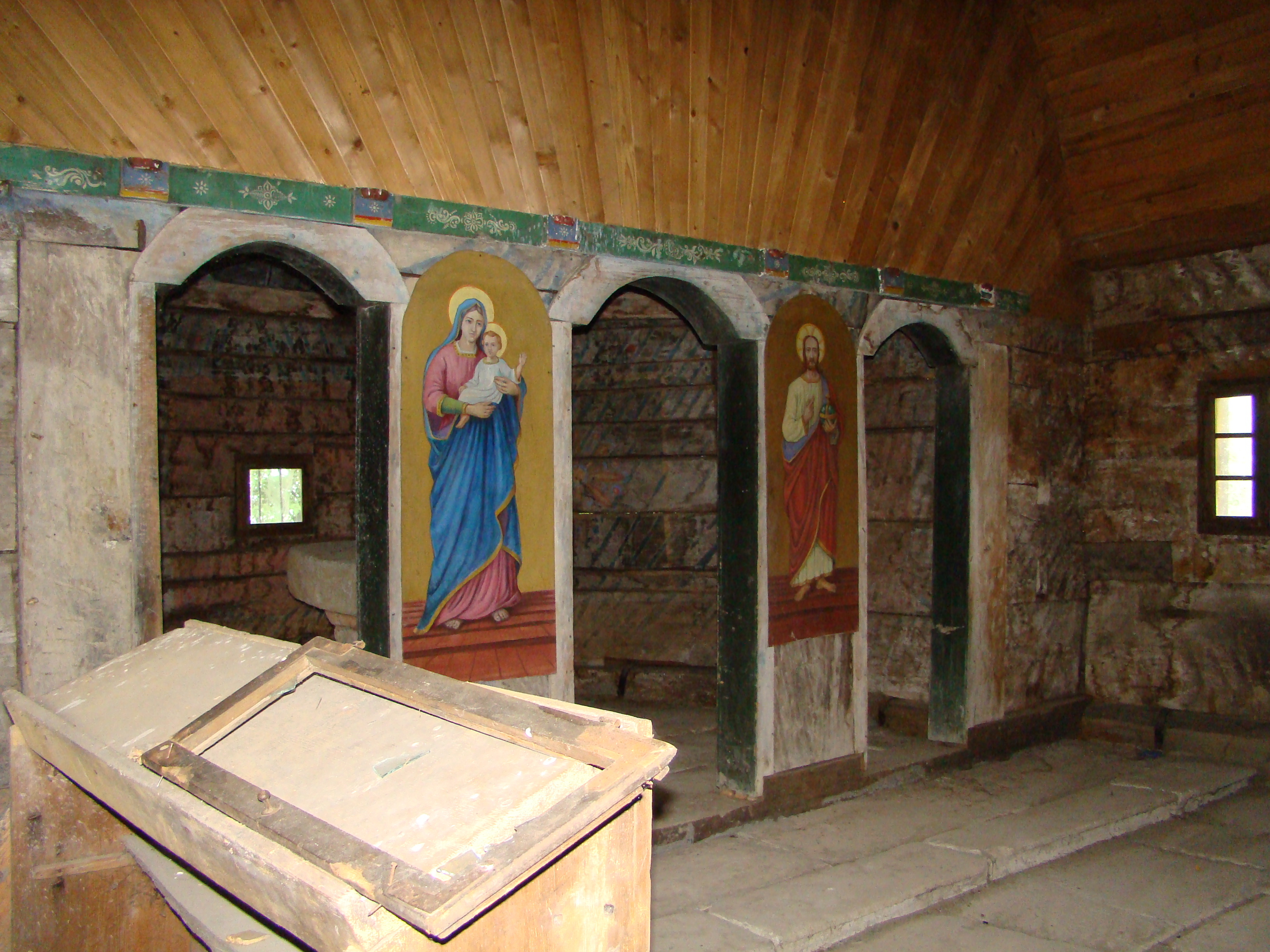
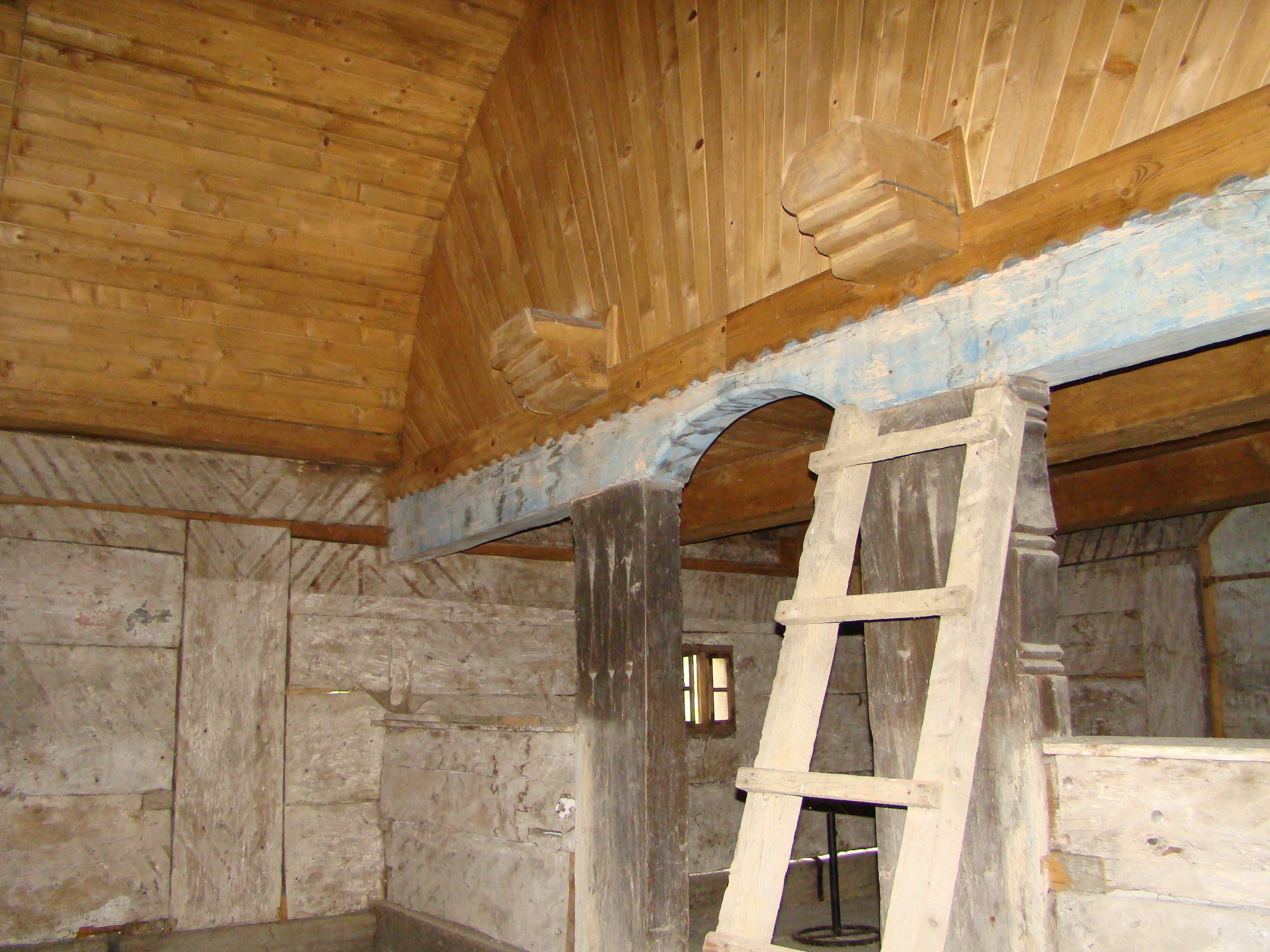